# Kittilä
Kittilä – gmina w Finlandii, położona w północnej części kraju, należąca do regionu Laponia i podregionu Tunturi-Lappi.
W miejscowości 28 stycznia 1999 zanotowano najniższą temperaturę w Finlandii: –51,5 °C.